# 맥 매큔
조지 매커피 "맥" 매큔(George McAfee "Mac" McCune, 1908년 6월 16일~1948년 11월 5일)은 미국 출신 선교사로 1963년 건국훈장 독립장을 추서받은 조지 섀넌 매큔(George Shannon McCune, 1873~1941)의 장남으로, 평양에서 태어났다. 동생인 섀넌 매큔(Shannon Boyd-Bailey McCune)은 지리학자로 한국의 인문지리학에 대한 저서가 있다. 조지 매큔은 에드윈 라이샤워(Edwin Oldfather Reischauer)와 함께 1937년에 한국어 로마자 표기법인 매큔-라이샤워 표기법을 만들었다.
세계적으로 유명한 미국의 프로테스탄트 종교개혁 역사가이며 세계적인 칼뱅 연구가인 로버트 M. 킹돈 (Robert M. Kingdon)이 그의 외손자이다.

## 신성학교 교장으로서 공헌
- 복음과 애국의 합치하는 신념
- 한경직, 강신명, 안광국과 같은 예수교장로교통합측의 설립이념

## 같이 보기
- 로버트 M. 킹돈